# Eemdijk

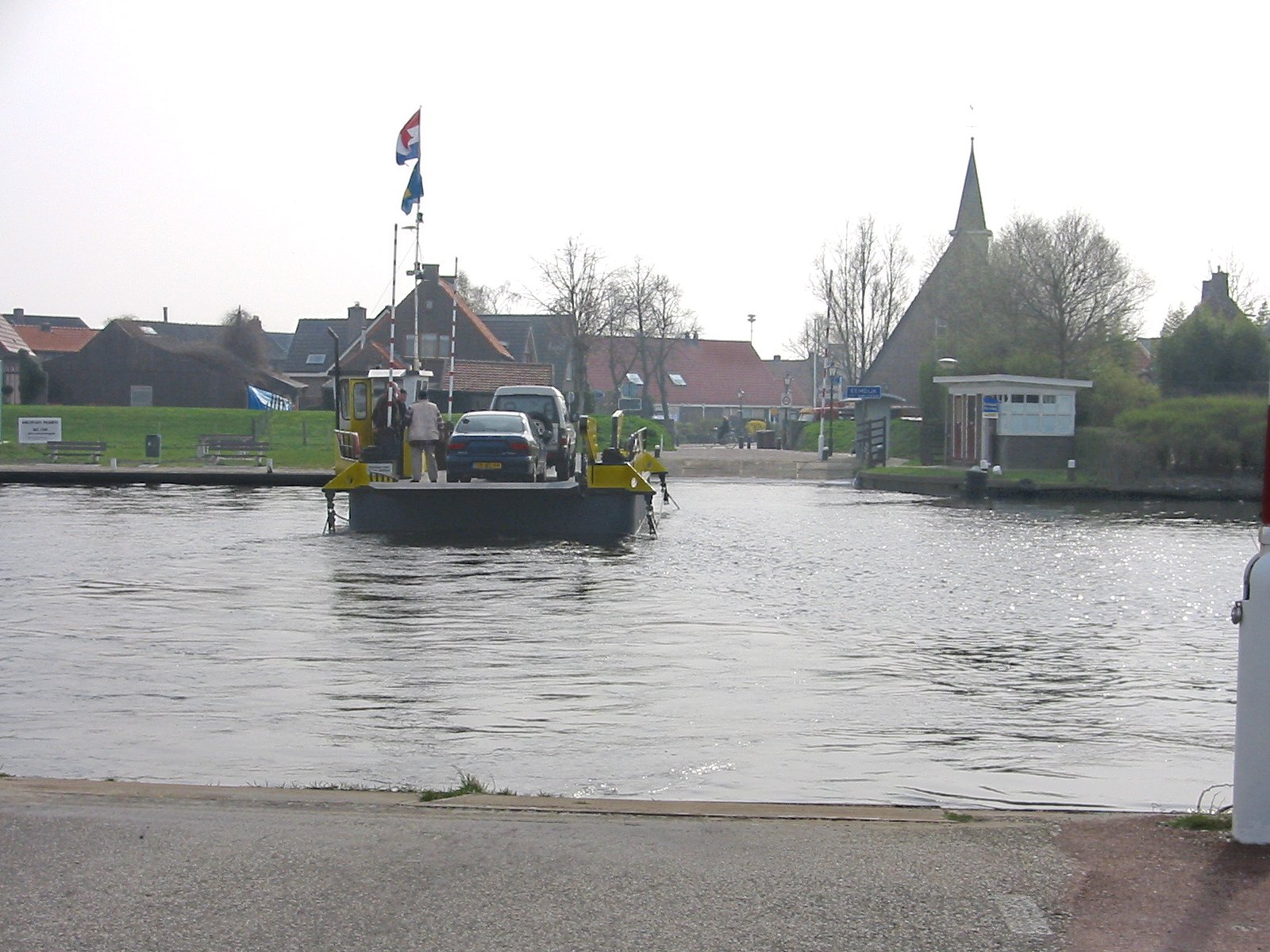
Pontje in Eemdijk

Eemdijk is een klein dorp aan de rivier de Eem dat in de gemeente Bunschoten ligt, in de Nederlandse provincie Utrecht. Het dorp telt ongeveer 800 inwoners.
Eemdijk is onder de naam Dijkhuizen ontstaan in de vijftiende eeuw, na de aanleg van de zeedijk, die Veen- en Veldendijk heet.
Eemdijk is een dijkdorp met nauwelijks economische activiteit. In het dorp mondt de Bikkersvaart uit in de Eem. Deze vaart is in 1641 gegraven als vaartverbinding met Bunschoten.
Het centrum van Eemdijk heette vroeger 't Haventje ofwel de Bikkershaven.
Het huidige dorp is, op de dijkbebouwing Dijkhuizen na, pas in de jaren dertig van de 20e eeuw gebouwd.
Waar tegenover Eemdijk de pont aanlegt, ligt het nu praktisch onzichtbare voormalige eilandje 'De Helling'.
Zoals de naam al suggereert werd die plek gebruikt om aan schepen te werken.
Bij laagwater lieten schippers daar in de zeventiende en achttiende eeuw hun schip droogvallen.
Eemdijk kent een eigen voetbalvereniging: VV Eemdijk.
In Eemdijk is één basisschool gevestigd: de "School met de Bijbel".
Verder zijn er in Eemdijk drie kerken:
- Een gereformeerde kerk
- Een Nederlands Gereformeerde Kerk
- Een christelijk-gereformeerde kerk

## Veerpont Eemdijk - Eemnes
Het dorp heeft een kabelpont over de Eem naar de Eemnesser polders op de andere oever; het veer vaart niet op zondag en niet in de wintermaanden van november tot februari. Van dit veer maken agrariërs gebruik, die hun weilanden en boerderijen aan weerszijden van de rivier hebben; en ook, al dan niet toeristisch, verkeer.
Het pontje is al een stuk ouder, in de negentiende eeuw stond het al op de kaart. In 1960 kreeg het aan beide zijden van de Eem zijn eigen haventje.
De huidige pont is in 1988 in de vaart gekomen.

### Filmopnamen bij de pont
- Bij deze pont nam Drs. P in 1973 het filmpje op voor zijn lied Veerpont.[4]
- Als passagiers op het pontje varen ook de solisten Daniël Samkalden en Maarten Veerman bij het liedje Wij zijn kwaad' in Kinderen voor Kinderen 10.
- De pont werd ook gebruikt als locatie in de jeugdfilm Peter en de vliegende autobus uit 1976.

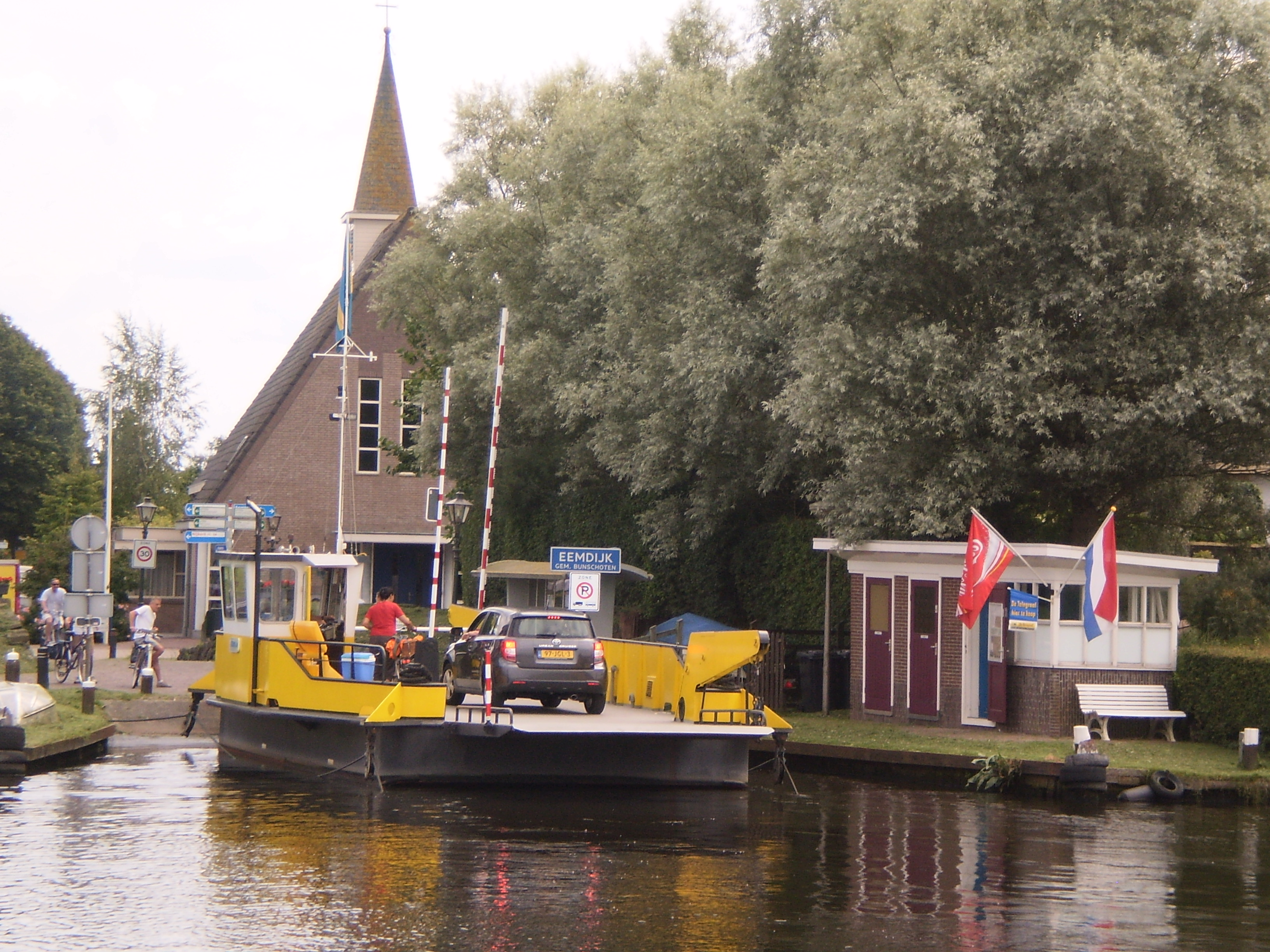
Pontje over de Eem
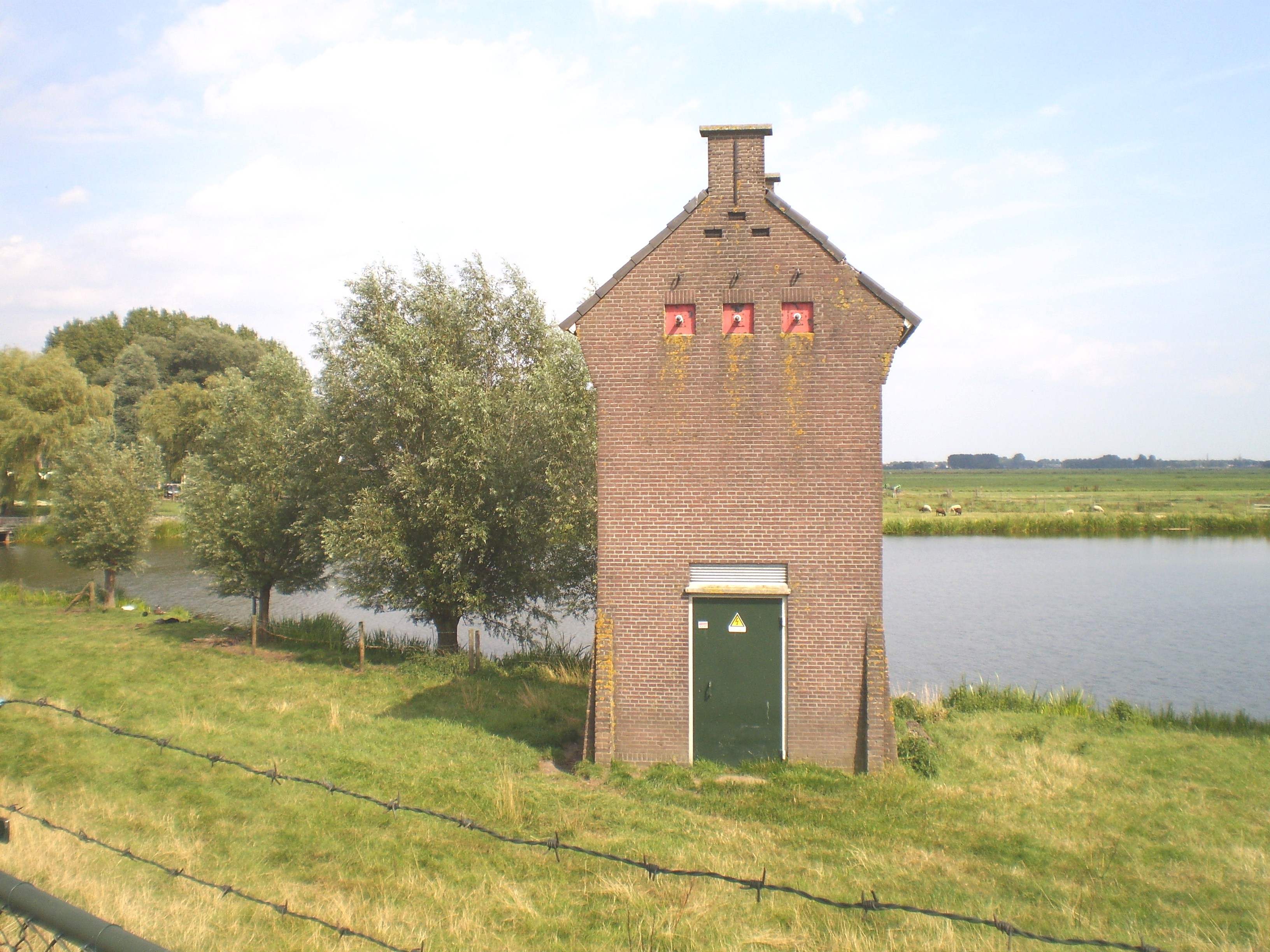
Trafohuisje achter de dijk

## Geboren in Eemdijk
- Willem Hoolwerf (1994), marathon- en langebaanschaatser

Stad: Bunschoten

Dorpen: Spakenburg · Eemdijk

Buurtschap: Bonte Poort (deels) · Zevenhuizen

Utrecht · Plaatsen in de provincie      Nederland · Provincies · Gemeenten